# 漁歌晚唱
《漁歌晚唱》乃廣東作曲家呂文成於二十世紀創作的一首中國民族樂曲，描繪了黃昏下的漁夫們在捕魚收網、整理漁獲、開始入夜煮食之時，身處炊煙滿江的漁船之間，不忘對歌作樂的欣悅之景，是爲嶺南文化與廣東音樂代表之一。

## 發展
此曲後來被改編成同名或旋律近似的粵語流行歌。演唱者包括：
- 白英（1952年「粵語時代曲」系列）[4]

- 麗莎（1973年、周聰填詞）[5][6][7]

- 尹光《話俾家鄉知》（1980年調寄版）[8][9]

- 杜大偉、卓兒、唐韋琪、張國洪、陳佩思、陳嘉露、馮慧敏、蓋世寶、劉家聰、羅貫峰、譚玉瑛 《新年到》（2004，李紫昕填詞）